# Emil Miszk
Emil Miszk (ur. 1990 w Lęborku) – polski trębacz, aranżer i kompozytor jazzowy, członek gdańskiego zespołu Algorhythm.

## Kariera muzyczna
Naukę gry na trąbce zaczął w 1998 r. w Państwowej Szkole Muzycznej I stopnia w Lęborku. Absolwent Akademii Muzycznej w Gdańsku (trąbka klasyczna) i Akademii Muzycznej w Bydgoszczy (trąbka historyczna). Ponownie w Gdańsku pod okiem Jerzego Małka studiował grę na trąbce na kierunku Jazz i Muzyka Estradowa.
Zawodową karierę zaczynał w Big Bandzie Akademii Muzycznej w Gdańsku oraz zespołach: Fra Fra Sound (2008), No Quartet (2009), Homemade Quintet (2010), Marcin Stefaniak Quintet (2011), MNR Kolektyw (2012).
Emil Miszk jest założycielem kwintetu jazzowego Algorhythm (2013) i oktetu Emil Miszk & The Sonic Syndicate. Na stałe współpracuje z Tubicinatores Gedanenses, korpusem trąbek historycznych, Orkiestrą Historyczną OH!, zespołem Sinfonietta Pomerania, Cappellą Gedanensis i Orkiestrą Fundacji Akademii Muzyki Dawnej w Szczecinie. Występował jako muzyk orkiestrowy: Polskiej Filharmonii Bałtyckiej, Teatru Muzycznego w Gdyni, Filharmonii Warmińsko-Mazurskiej w Olsztynie, Państwowej Opery Bałtyckiej, Cappelli Bydgostiensis, oraz muzyk zespołów: Leszek Kułakowski Jazz Orchestra, Jan Konop Big Band, Dominik Bukowski Quartet, Critical Level, Michał Bąk Quartetto, Kamil Piotrowicz Sextet, Piotr Lemańczyk Quartet North, Jaskułke Sextet, Tomasz Chyła Quintet, Petera Sextet, Konglomerat Big Band.

## Dyskografia

### Albumy autorskie
| Rok  | Dane dot. albumu |
| ---- | --- |
| 2018 | Don't Hesitate! - Wydany: 17 marca 2018 - Wykonawca: Emil Miszk and The Sonic Syndicate - Wytwórnia: Alpaka - Format: CD, digital download |

## Nagrody
- Fryderyk 2019 w kategorii «Debiut Roku - Jazz» (2019)[7]
- Nagroda Prezydenta Miasta Gdańska w Dziedzinie Kultury za zainicjowanie "nowej fali" polskiej sceny muzycznej (2019)[8]